# هيلون هابيلا
هيلون هابيلا نغالاباك (بالإنجليزية: Helon Habila Ngalabak)‏ ـ (ولد في نوفمبر 1967) هو روائي وشاعر نيجيري، حصلت أعماله على عدة جوائز من بينها جائزة كين سنة 2001.
عمل هابيلا محاضرًا وصحفيًا في نيجيريا، قبل أن ينتقل إلى إنجلترا سنة 2002، حيث حصل على منحة تشيفننغ بجامعة إيست أنغليا، وهو الآن يعمل بتدريس الكتابة الإبداعية في جامعة جورج ماسون بالعاصمة الأمريكية واشنطن.

## وصلات خارجية
- الموقع الرسمي (بالإنجليزية)